# Hemmelsdorfer See
Der Hemmelsdorfer See in Schleswig-Holstein liegt nördlich von Lübeck in direkter Nähe zur Ostsee im Bereich der Gemeinden Ratekau und Timmendorfer Strand und war früher eine Förde.
Um den See liegen die Ortschaften Hemmelsdorf, Offendorf, Kreuzkamp, Wilmsdorf, Warnsdorf, Häven und Niendorf, wo der Abfluss des Sees, die Aalbek, in die Lübecker Bucht mündet.

## Geographie

### Entstehung
Der See entstand nach der letzten Eiszeit (der Weichseleiszeit), als die von Gletschern ausgehobelte Rinne mit der Ostsee in Verbindung stand und sich die Hemmelsförde bildete. Diese Förde wurde in der Folgezeit durch die von der Ostsee am Brodtener Ufer abgetragenen und durch die Strömung nach Westen verlagerten Sandmassen von der Ostsee abgeschnitten und bildete dadurch den heutigen See.
Der Hemmelsdorfer See hat mit einem Einzugsgebiet von 36,4 km² Größe zahlreiche kleine Zuflüsse, u. a. die den Ruppersdorfer See entwässernde Aalbeck und die den Överdiek entwässernde Mühlenau.

### Topografie

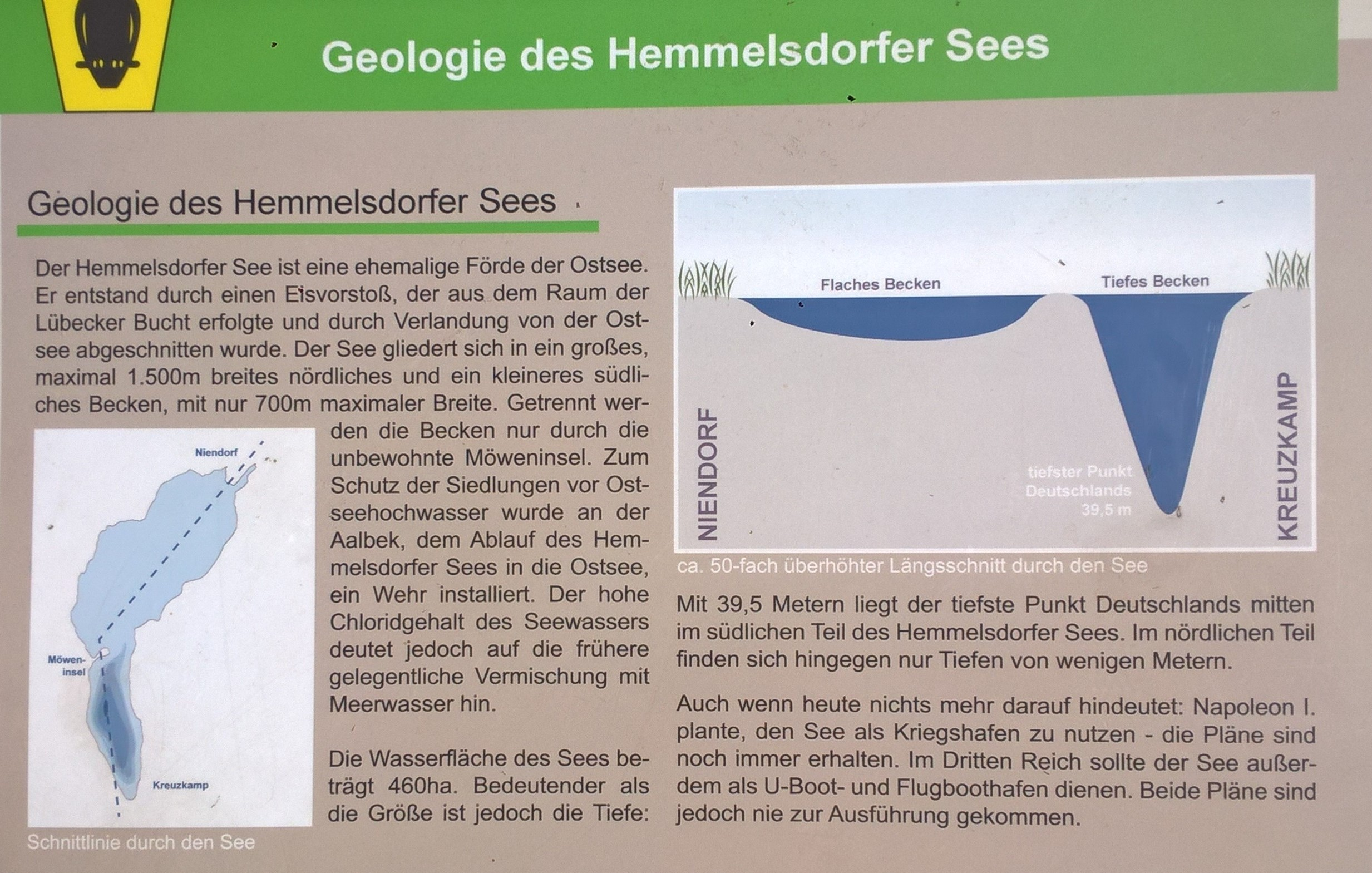
Tiefenprofil des Hemmelsdorfer Sees

Der Hemmelsdorfer See teilt sich im Bereich der sogenannten Möveninsel in zwei grundverschiedene Becken auf. Das größere nördliche Becken ist mit vier Meter Tiefe (vier Meter unter Normalnull) flach ausgebildet. Bei dem kleineren südlichen Becken handelt es sich um eine große Kryptodepression (Folge einer eiszeitlichen Vergletscherung).
In diesem südlichen Teil des Hemmelsdorfer Sees führte am 31. August 2007 die HafenCity Universität Hamburg eine Untersuchung  mit der Sonar-Technik (Sidescansonar, Subbottom-Sonar und Multibeam-Sonar) durch, um den tiefsten Festlandpunkt Deutschlands zu bestimmen. Die tiefste Stelle beträgt 39,5 m, sie wurde mit einer Boje markiert.

## Ökologie

### Flora und Fauna
Der See ist großflächig von landwirtschaftlichen Nutzflächen umgeben. Im Uferbereich befindet sich ein schmaler Bruchwaldgürtel mit Schwarz-Erlen und verschiedenen Weidenarten. An der  gesamten Uferlinie kommt in einem bis zu 50 m breiten Streifen Schilfröhricht vor. An verschiedenen Uferstellen sind der Schmalblättrige Rohrkolben (Typha angutifolia), die Schwimmblattrase, die Gelbe Teichrose (Nuphar lutea) und Weiße Seerose (Nymphaea alba) sowie sehr selten die Wasserlinsen Spirodela polyrhiza und Lemna minor und der Wasser-Knöterich (Persicaria amphibia) anzutreffen.
Brutvögel am Hemmelsdorfer See sind unter anderem Höckerschwan, Graugans, Schnatterente, Blässhuhn und Haubentaucher. Zu den Zugzeiten kommen Zwergmöwe, Fischadler, Trauerseeschwalbe, Silberreiher, Reiherente und Tafelente vor. Der Eisvogel und der Seeadler sind regelmäßige Nahrungsgäste. Im Schilf kommen Rohrweihe, Teichrohrsänger, Drosselrohrsänger, Blaukehlchen, Beutelmeise und Bartmeise vor.

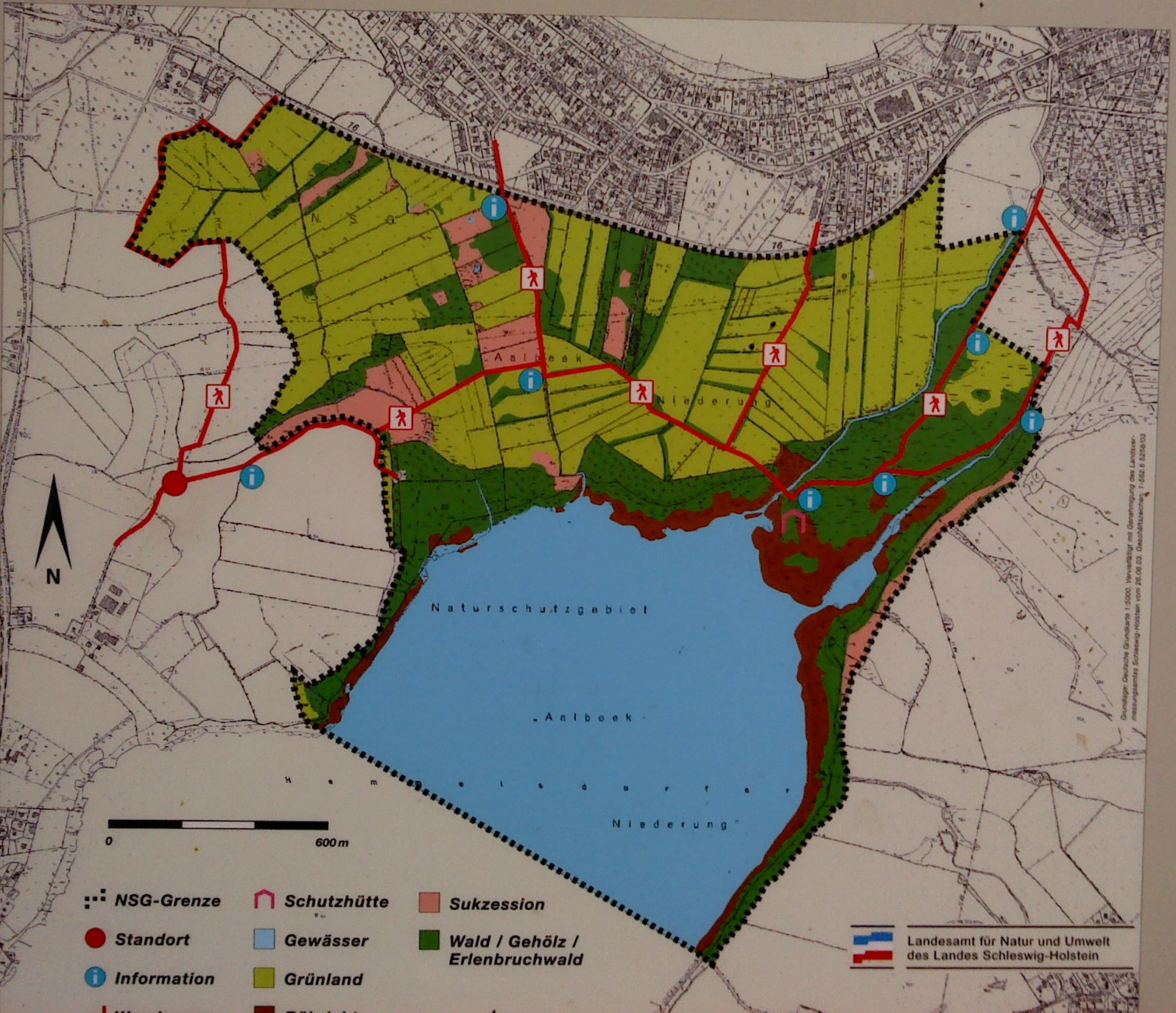
Naturschutzgebiet Aalbeek-Niederung

Zum Fischbestand im Hemmelsdorfer See zählen Flussbarsche, Plötzen, Brassen, Kaulbarsch, Zander, Hecht, Aal, Karpfen sowie in geringerer Menge Rotfeder, Moderlieschen und Schleie.
Der Nordteil des Sees und die angrenzende Aalbeek-Niederung sind am 31. Dezember 1984 zum Naturschutzgebiet „Aalbeek-Niederung“ und im Jahr 2000 über eine Fläche von 310 ha zum Europäischen Vogelschutzgebiet ernannt worden.

### Wasserqualität
Der Hemmelsdorfer See befindet sich nach der Europäischen Wasserrahmenrichtlinie (WRRL) in einem unbefriedigenden ökologischen Zustand. Aus den größeren Zuflüssen der Mühlenau, Thuraubek und Spannau sowie weiteren Zuflüssen erhält der See stark bis sehr stark nährstoffbelastete Wasser. Die sichtbaren Folgen sind im Sommer häufig Blaualgen und Schaumbildung im Uferbereich. Bezüglich der Wasserqualität zählt der Hemmelsdorfer See zu den gefährdeten Seen Schleswig-Holsteins.

### Durchmischung des Wasserkörpers
In dem tiefen südlichen Becken des Hemmelsdorfer Sees findet im Sommer bei höheren Oberflächentemperaturen zwischen dem sauerstoffreichen Oberflächenwasser und dem Tiefenwasser kein Wasseraustausch statt. Das kalte, schwerere Tiefenwasser verbleibt unter der Schicht des wärmeren, leichteren Oberflächenwassers.
Untersuchungen des Sauerstoffgehaltes im Tiefenbereich des Hemmelsdorfer Sees im August 2012 zeigten bei einer Oberflächenwassertemperatur von 19 °C ab von 7 m Wassertiefe einen steilen Temperaturabfall. Auf 24 m Tiefe wurden 6 °C gemessen. Der Sauerstoffgehalt folgte diesem Temperaturverlauf in die Tiefe des Sees. An der Wasseroberfläche wurde ein Sauerstoffgehalt von 100 % gemessen, bei 7 m Wassertiefe lag der Wert noch bei 90 %. Bereits bei 8 m Tiefe fiel der Sauerstoffgehalt auf 0 %. Bis zu einer Wassertiefe von 7 m findet eine sauerstofferhaltende Wasserzirkulation (Konvektion) statt, das darunterliegende Wasser ist von diesem Austausch abgetrennt.
Tiefe stehende Gewässer, in denen die vertikale Wasserzirkulation nicht über das ganze Tiefenprofil stattfindet, werden als meromiktische Gewässer bezeichnet. Die zirkulierende obere Schicht wird Mixolimnion (mischendes Wasser) und der Tiefenwasserbereich Monimolimnion genannt. Zwischen beiden Schichten bildet sich eine charakteristische Trennschicht (Metalimnion) aus (siehe Grafik).
Durch Abbauprozesse wird der Sauerstoff im Tiefenwasser mehr oder weniger vollständig aufgebraucht und unterbindet dort jegliche natürliche Entwicklung.
Die im Jahresverlauf 2012 durchgeführten Messungen der Phosphorkonzentration in verschiedenen Wassertiefen des Hemmelsdorfer Sees zeigten in der Sommerzeit Mai bis August in Wassertiefen von 1 m relativ niedrigere Werte, in Tiefen größer 10 m wurden deutlich höhere Werte gemessen. Im Frühjahr und im Winter zeigten die Messungen auf unterschiedlichen Wassertiefen praktisch gleich hohe Phosphor-Konzentrationen auf niedrigerem Niveau. Außerhalb der Sommerzeit findet danach auch in größeren Wassertiefen ein Wasseraustausch statt mit homogener Sauerstoffkonzentration.

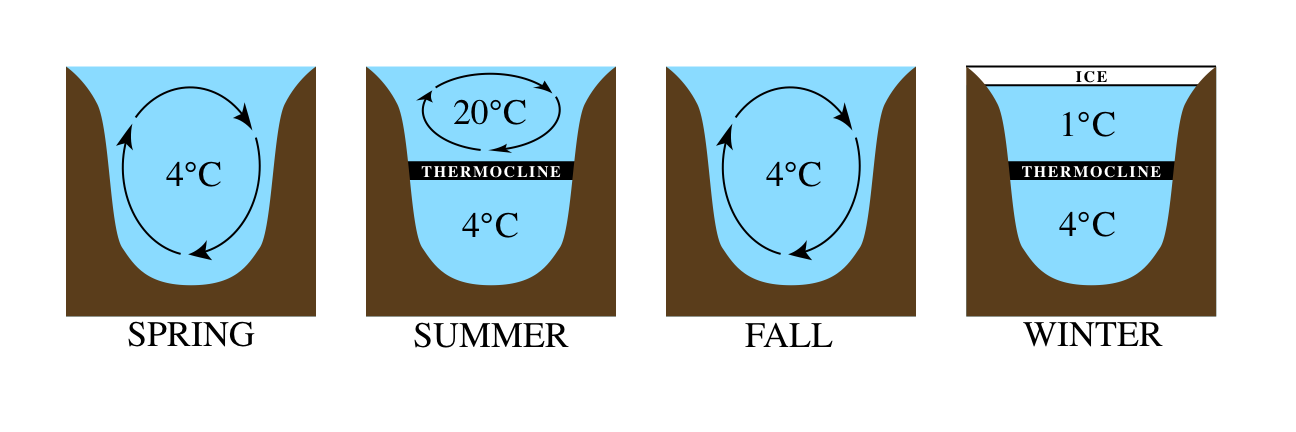
Unterschiedliche Durchmischungen des Wasserkörpers von Seen größerer Tiefe

## Geschichte
Seit vielen Jahren wird behauptet, dass sich im oberen Teil des Sees die ehemalige Wikingersiedlung Reric befunden haben soll. Es existieren viele Abhandlungen, Beweise konnten allerdings kaum gefunden werden.
Am Ufer des nördlichen, heute verlandeten Teils des Sees, der durch einen Geestrücken begrenzt wurde, befand sich im 12. und 13. Jahrhundert eine Turmhügelburg. Sie wurde auf dem als „Räuberkuhle“ bekannten, 1,4 m hohen Hügel errichtet, der auf einer 6 bis 7 m hohen Geestzunge liegt, die dort steil abfällt. Der Hügel hat heute einen Durchmesser von rund 20 m. Dort bildeten Findlingsblöcke wohl die Fundamentsteine des befestigten Adelssitzes, bei dem es sich wohl um die 1255 urkundlich erwähnte Burg Gosevelde handelte.
Bei dem Ostseesturmhochwasser 1872 drang in größerem Umfang Salzwasser von der Lübecker Bucht in den See ein, das aufgrund seines höheren spezifischen Gewichts auf den Grund des Sees absank. Aus der anschließenden Beobachtung weiß man nunmehr, dass der See in einem solchen Fall etwa 60 Jahre für seine Entsalzung braucht, da er erst 1935 wieder salzfrei war. Die natürliche Verbindung des Sees zur Ostsee stellt die Aalbeek dar, die im Niendorfer Hafen über ein Wehr reguliert wird. Um zu verhindern, dass salzhaltiges Ostseewasser in den Hemmelsdorfer See gelangt, wird dieses nur geöffnet, wenn der Flusspegel oberhalb des Ostseewasserspiegels liegt.
Der Hemmelsdorfer See sollte Napoleon I. als Kriegshafen dienen (siehe Lübecker Franzosenzeit). Er wurde umfangreich vermessen, die Pläne sind noch erhalten.
Im Dritten Reich sollte der See als U-Boothafen dienen, auch als Flugboothafen. Vier im See versenkte Poller mit Stahlseil befinden sich im westlichen Teil des Flachsees (der nördliche Teil des Sees). Beide Pläne sind nicht ausgeführt worden.

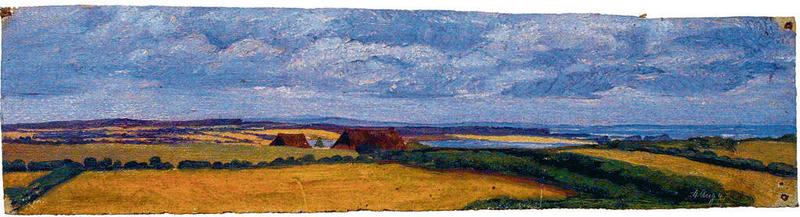
Johann Wilhelm Cordes: Holsteinische Landschaft bei Hemmelsdorf (1847)

## Freizeit und Erholung

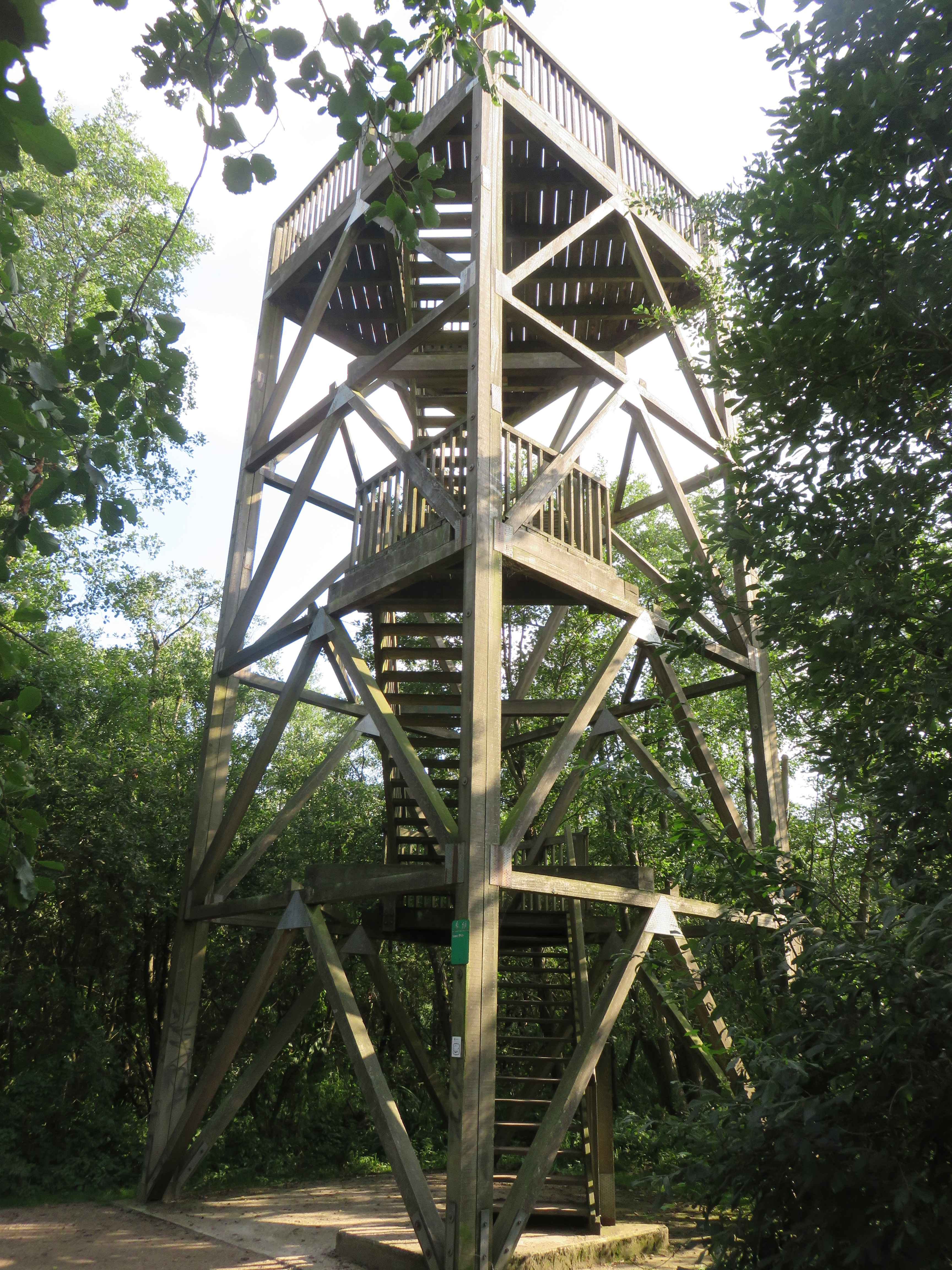
Aussichtsplattform Hermann-Löns-Blick

Am Nordrand des Sees neben dem Abfluss zur Aalbeek steht der 14,35 m hohe hölzerne Aussichtsturm „Hermann-Löns-Blick“ (⊙). Von seiner 12,10 m hohen Aussichtsplattform hat man einen guten Blick auf den See.
Der See ist auch ein beliebtes Eissegelrevier, wie im Januar 2016 mit 20 cm Eisdicke.

### Hemmelsdorf

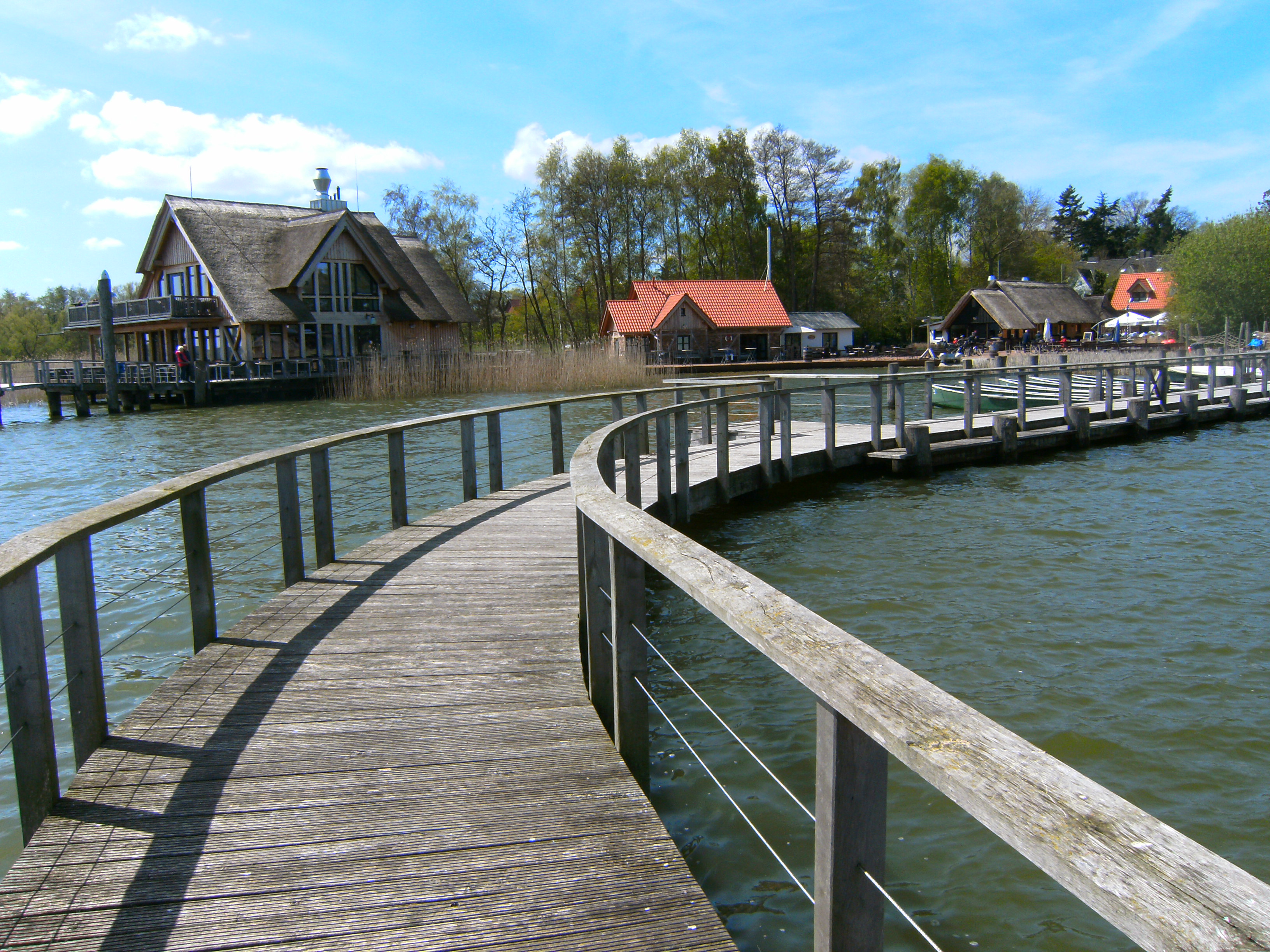
Hemmelsdorfer See, Fischereihof Hemmelsdorf, Hafenrundweg: zu den Gebäuden hin

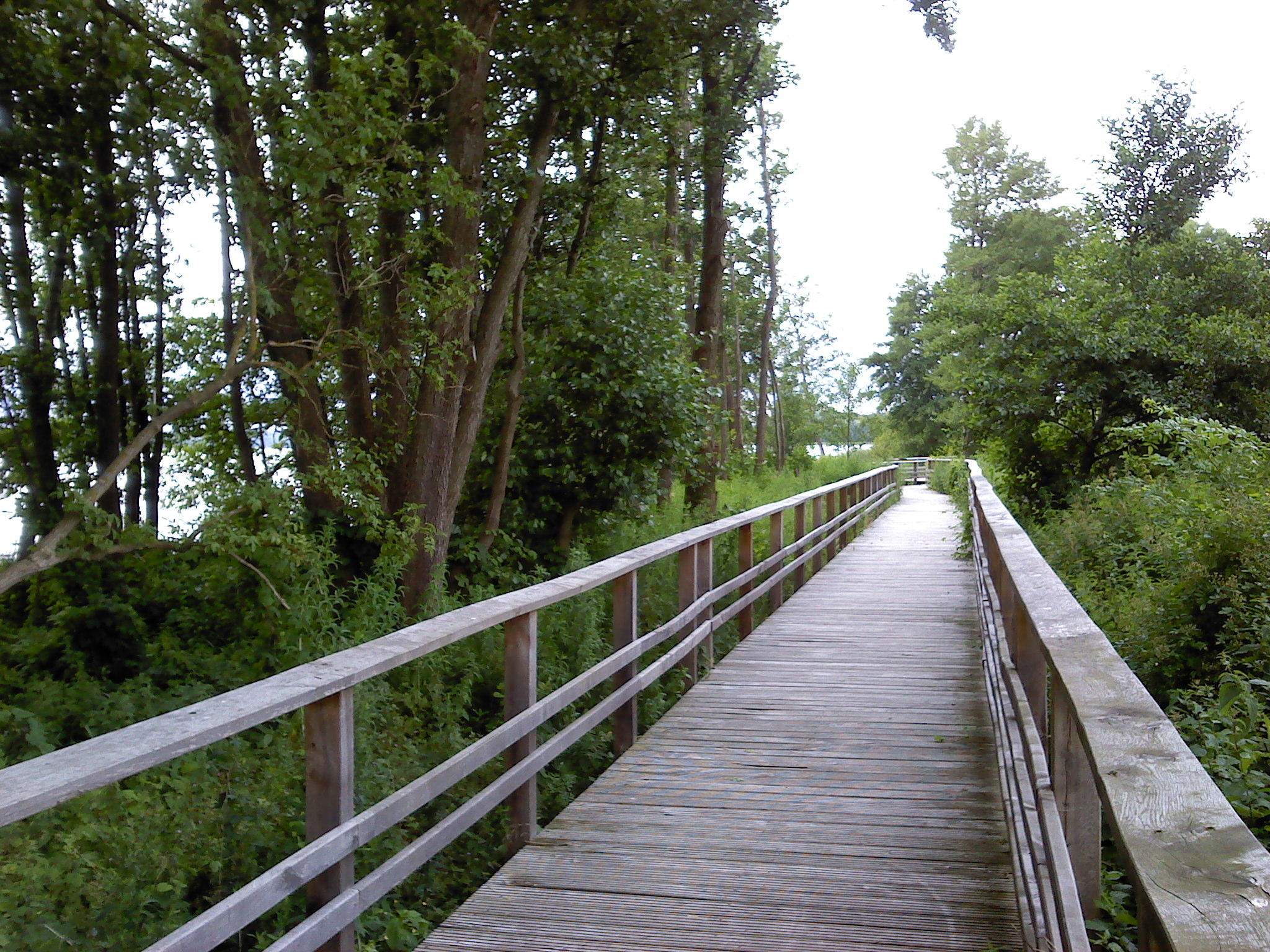
Uferwanderweg in Hemmelsdorf

Im Ortsteil Hemmelsdorf gibt es an der Fischräucherei einen kleinen Hafen für Segel- und Ruderboote. Der Hemmelsdorfer See ist Pachtgewässer des Sportanglervereins SAV Pliete e. V. in Lübeck. Die Fischarten sind: Aal, Hecht, Zander, Schlei, Karpfen und Forelle. Die Entnahme der Fische ist begrenzt.
Zur unmittelbaren Beobachtung der Ufervegetation wurde 2013 im Ortsteil Hemmelsdorf ein ca. 0,5 km langer Uferwanderweg angelegt. Der Steg wurde komplett aus Eichenholz errichtet, um ihn in die Landschaft einzupassen. Die Eichenpfähle, auf die der Steg gegründet ist, wurden zur Erhaltung ihrer Dauerfestigkeit nicht geschält. Andere Pfähle wurden unterschiedlich präpariert, um den Verlauf ihres Zerfalls zu beobachten.

### Offendorf
In Offendorf befindet sich eine Badestelle.

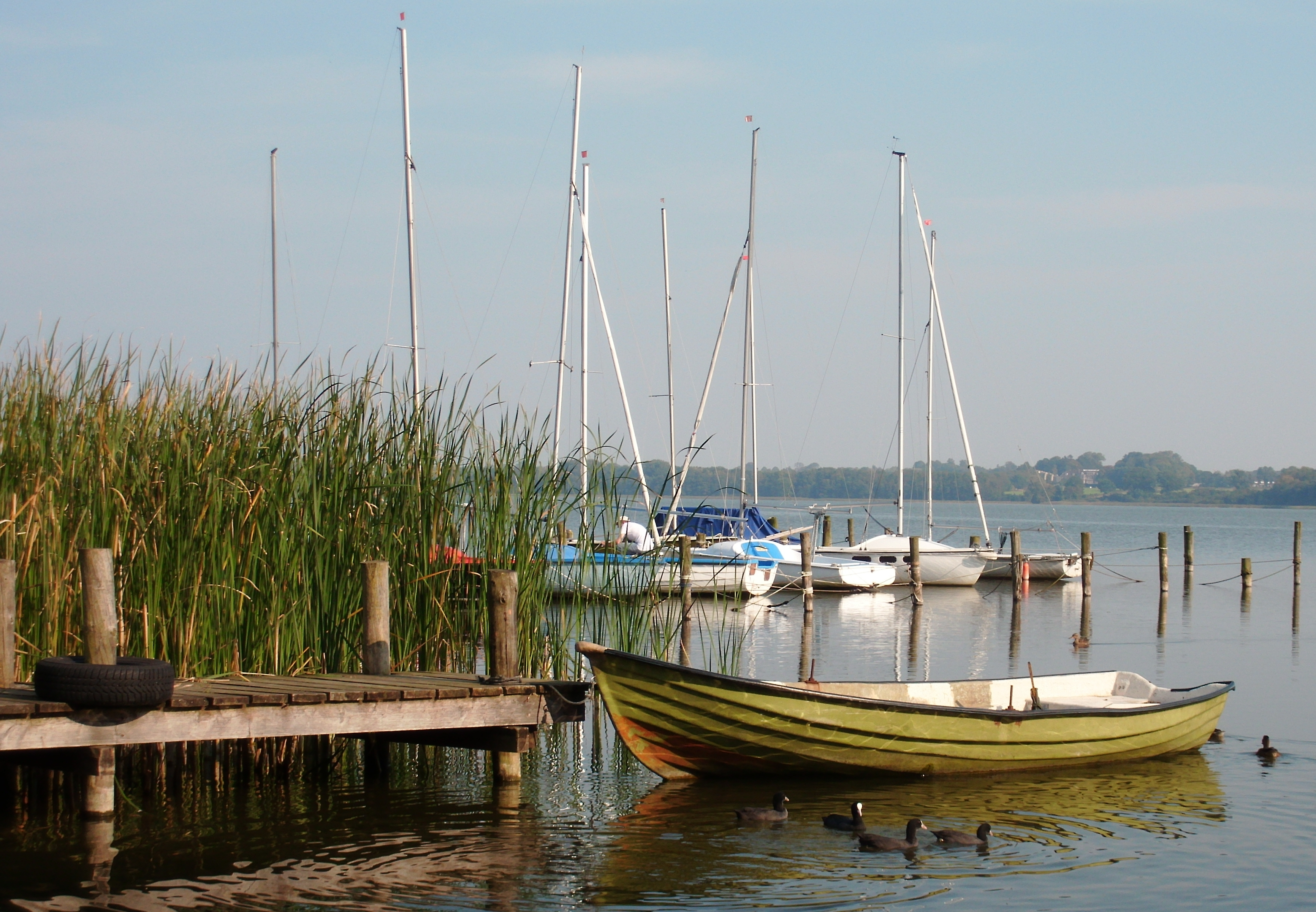
Anlegestelle am Hemmelsdorfer See
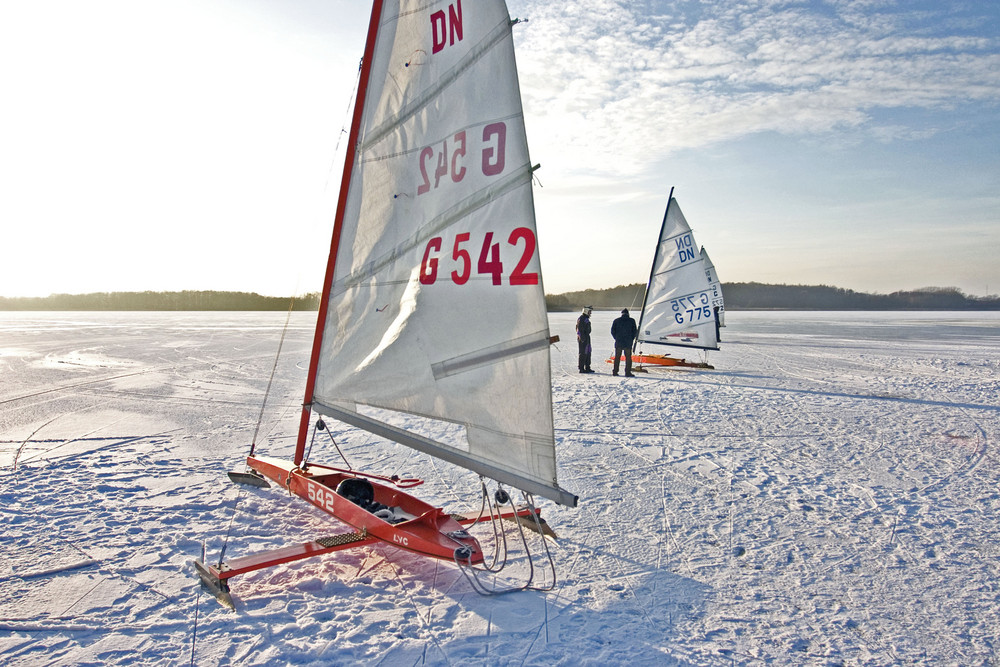
Eissegler auf dem Hemmelsdorfer See, 2011